# Alain Ughetto
Alain Ughetto és un director de cinema francès nascut el 1950.

## Biografia
Alain Ughetto va néixer a França en una família d'origen italià, els seus dos avis paterns eren originaris del poble d'Ughettera, part del municipi de Giaveno al Piemont.
El 1981 va debutar amb el seu curtmetratge L'Échelle, que va ser nominat al César al millor curtmetratge d'animació el 1982, però no va guanyar.
El 1984 va presentar el seu curt La Boule al 37è Festival Internacional de Cinema de Canes a la secció "Perspectives du cinéma français", amb el que va guanyar el 1985 el César al millor curtmetratge d'animació.
El 2013 es va estrenar el seu primer llargmetratge, Jasmine, nominada al Premi del Cinema Europeu a la millor pel·lícula d'animació dels 2013.
El 2022 va estrenar el seu segon llargmetratge Interdit aux chiens et aux Italiens, una pel·lícula biogràfica sobre la història de l'emigració de la seva família.. La pel·lícula ha estat guardonada amb el "Prix du jury" i el "Prix Fondation Gan à la Diffusion" al Festival Internacional de Cinema d'Animació d'Annecy 2022 i amb els Premi del Cinema Europeu a la Millor Pel·lícula d'Animació el 2022.

## Filmografia

### Curtmetratges
- L'Échelle (1981)
- La Boule (1984)

### Llargmetratges
- Jasmine (2013)
- Interdit aux chiens et aux Italiens (2022)